# Трој (Мисури)
Трој (енгл. Troy) град је у америчкој савезној држави Мисури.

## Демографија
По попису из 2010. године број становника је 10.540, што је 3.803 (56,4%) становника више него 2000. године.
| Група             | 2000.         | 2010.         |
| Белци             | 6.265 (93,0%) | 9.571 (90,8%) |
| Афроамериканци    | 193 (2,9%)    | 324 (3,1%)    |
| Азијати           | 9 (0,1%)      | 79 (0,7%)     |
| Хиспаноамериканци | 115 (1,7%)    | 313 (3,0%)    |
| Укупно            | 6.737         | 10.540        |